# Monika Świostek
Monika Świostek – polska śpiewaczka operowa (sopran).
Absolwentka Akademii Muzycznej im. Feliksa Nowowiejskiego w Bydgoszczy (dyplom z wyróżnieniem w 2006). Solistka Opery Wrocławskiej (2007-2009). Śpiewała również w Operze Bałtyckiej, Operze Krakowskiej, Operze Nova w Bydgoszczy, Operze na Zamku w Szczecinie, Teatrze Wielkim – Operze Narodowej w Warszawie. Laureatka ogólnopolskich i międzynarodowych konkursów wokalnych.

## Wybrane partie operowe
- Anna (Nabucco, Verdi)
- Dama (Czarodziejski flet, Mozart)
- Hagith (Hagith, Szymanowski)
- Halka (Halka, Moniuszko)
- Hrabina (Wesele Figara, Mozart)
- Jolanta (Jolanta, Czajkowski)
- Mimi (Cyganeria, Puccini)

## Wybrane nagrody i wyróżnienia
- 2005: III Konkurs Wokalny im. Haliny Halskiej-Fijałkowskiej we Wrocławiu – I nagroda
- 2006: LXI Międzynarodowy Konkurs Wokalny im. Antonína Dvořáka w Karlovych Varach – nagroda Opery Praskiej, nagroda Teatru Narodowego w Ostrawie[1]
- 2008: II Międzynarodowy Konkurs Wokalistyki Operowej im. Adama Didura w Bytomiu – wyróżnienie[2]
- 2013: II Międzynarodowy Konkurs Wokalny im. Andrzeja Hiolskiego w Kudowie-Zdroju – III nagroda[3]